# Rudi Fuchs
Rudolf Herman "Rudi" Fuchs (nascido em 28 de abril de 1942) é historiador e curador de arte holandês.

## Vida pessoal
Rudolf Herman Fuchs nasceu em 28 de abril de 1942 em Eindhoven, na Holanda. Ele estudou história da arte de 1967 a 1975 na Universidade de Leiden.
Fuchs tem filhos gêmeos (nascidos em 1970), um dos quais é Rutger Fuchs, um renomado designer gráfico. Ele mora em Amsterdã e Norfolk.

## Carreira
Em 1975, Fuchs tornou-se diretor do Van Abbemuseum em Eindhoven. Naquela época, ele era o diretor mais jovem de um museu na Holanda.
Em 1982, ele foi um dos organizadores e diretor artístico da Documenta 7 em Kassel, na Alemanha.
Entre 1987 e 1993, ele foi diretor do Museu Municipal de Haia, deixando um déficit de cerca de quatro milhões de euros.
Em fevereiro de 1993, ele se tornou diretor do Museu Stedelijk, em Amsterdã. No início, ele foi diretor geral, depois diretor de arte. Ele trabalhou no museu até 1 de janeiro de 2003. Sua despedida foi estragada por um mal-entendido sobre o IVA com as autoridades fiscais.
Atualmente, Fuchs (2013) é professor na Universidade de Amsterdã e escritor independente. Ele publicou amplamente sobre arte como autor e crítico de arte.

## Prêmios e decorações
- Cavaleiro da Ordem de Santo Olavo (1996)[6]
- Cavaleiro da Ordem do Leão da Holanda (1998)[6]
- Comandante da Ordem do Mérito da República Italiana (1998)[6]
- Comandante da Ordem da Coroa de Carvalho (1999)[6]
- Oficial da Ordem do Mérito da República Federal da Alemanha (2002)[6]
- Medalha Honorária por Mérito às Coleções de Museu (2004)[7]
- Medalha Honorária de Arte e Ciência (2007)[8]